# Linfield FC
Linfield FC este o echipă de fotbal din Belfast, Irlanda de Nord.

## Lotul actual
<...>

## Palmares
- Irish League/Irish Premier League: 55 
  - 1890/91, 1891/92, 1892/93, 1894/95, 1897/98, 1901/02, 1903/04, 1906/07, 1907/08, 1908/09, 1910/11, 1913/14, 1921/22, 1922/23, 1929/30, 1931/32, 1933/34, 1934/35, 1948/49, 1949/50, 1953/54, 1954/55, 1955/56, 1958/59, 1959/60, 1960/61, 1961/62, 1965/66, 1968/69, 1970/71, 1974/75, 1977/78, 1978/79, 1979/80, 1981/82, 1982/83, 1983/84, 1984/85, 1985/86, 1986/87, 1988/89, 1992/93, 1993/94, 1999/00, 2000/01, 2003/04, 2005/06, 2006/07, 2007/08, 2009/10, 2010/11, 2011/12, 2016/17, 2018/19, 2019/20, 2020/21
- County Antrim Shield: 43
  - 1898/99, 1903/04, 1905/06, 1906/07, 1907/08, 1912/13, 1913/14, 1916/17, 1921/22, 1922/23, 1927/28, 1928/29, 1929/30, 1931/32, 1932/33, 1933/34, 1934/35, 1937/38, 1941/42, 1946/47, 1948/49†, 1952/53, 1954/55, 1957/58, 1958/59, 1960/61, 1961/62, 1962/63, 1965/66, 1966/67, 1972/73, 1976/77, 1980/81, 1981/82, 1982/83, 1983/84, 1994/95, 1997/98, 2000/01, 2003/04, 2004/05, 2005/06
- Cupa Irlandei de Nord: 40
  - 1890/91, 1891/92, 1892/93, 1894/95, 1897/98, 1898/99, 1901/02, 1903/04, 1911/12, 1912/13, 1914/15, 1915/16, 1918/19, 1921/22, 1922/23, 1929/30, 1930/31, 1933/34, 1935/36, 1938/39, 1941/42, 1944/45, 1945/46, 1947/48, 1949/50, 1952/53, 1959/60, 1961/62, 1962/63, 1969/70, 1977/78, 1979/80, 1981/82, 1993/94, 1994/95, 2001/02, 2005/06, 2006/07, 2007/08, 2009/10
- Gold Cup: 33
  - 1915/16, 1920/21, 1921/22, 1923/24, 1926/27, 1927/28, 1928/29, 1930/31, 1935/36, 1936/37, 1942/43, 1946/47, 1948/49, 1949/50, 1950/51, 1955/56, 1957/58, 1959/60, 1961/62, 1963/64, 1965/66, 1967/68, 1968/69, 1970/71, 1971/72, 1979/80, 1981/82, 1983/84, 1984/85, 1987/88, 1988/89, 1989/90, 1996/97
- City Cup: 24
  - 1894/95,1895/96, 1897/98, 1899/00, 1900/01, 1901/02, 1902/03, 1903/04, 1907/08, 1909/10, 1919/20 1921/22, 1926/27, 1928/29, 1935/36, 1937/38, 1949/50, 1951/52, 1957/58, 1958/59, 961/62, 1963/64, 1967/68, 1973/74
- Cupa Belfast Charity: 21
  - 1890/91, 1891/92, 1892/93, 1893/94, 1894/95, 1898/99, 1902/03, 1904/05, 1912/13, 1913/14, 1914/15, 1916/17, 1917/18, 1918/19, 1921/22, 1926/27, 1927/28, 1929/30, 1932/33, 1933/34, 1934/35, 1935/36, 1937/38
- Cupa Ulster: 15
  - 1948/49, 1955/56, 1956/57, 1959/60, 1961/62, 1964/65, 1967/68, 1970/71, 1971/72, 1974/75, 1977/78, 1978/79, 1979/80, 1984/85, 1992/93
- Cupa Irish League: 10
  - 1986/87, 1991/92, 1993/94, 1997/98, 1998/99, 1999/00, 2001/02, 2005/06, 2007/08, 2010/11
- Northern Regional league: 3 
  - 1942/43, 1944/45, 1945/46
- Belfast & District League: 2 
  - 1915/16, 1917/18
- Cupa Floodlit: 2
  - 1993/94, 1997/98
- Cupa Alhambra: 1 
  - 1921/22
- Cupa Blaxnit: 1 
  - 1970/71
- Cupa North-South: 1 
  - 1961/62
- Cupa Setanta: 1 
  - 2005
- Cupa Tyler: 1 
  - 1980/81
- Top Four Trophy: 1 
  - 1961/62